# Edinost in dialog
Edinost in dialog, revija za ekumensko teologijo in medreligijski dialog (hrv. »Jedinstvo i dijalog, časopis za ekumensku teologiju i međureligijski dijalog«, engl. Unity and Dialogue, Journal for Ecumenical Theology and Interreligious Dialogue), znanstveni teološki i religiološki časopis u izdanju Instituta Stanka Janežića za dogmatsku, osnovnu i ekumensku teologiju Teološkog fakulteta Sveučilišta u Ljubljani. Indeksira se u uglednim mrežnim bazama časopisa »Scopus«, »ERIH PLUS« i »Religious and Theological Abstracts«. Časopis je dostupan u mrežnom obliku u otvorenom pristupu. Trenutni glavni urednik je Maksimilijan Matjaž.

## Vanjske poveznice
- Službeno mrežno mjesto časopisa na službenim stranicama Teološkog fakulteta u Ljubljani